# Rocket from the Tombs
Rocket from the Tombs byla americká hudební skupina, která vznikla v Clevelandu koncem roku 1974 a zanikla o rok později. Původní sestavu tvořili zpěvák Peter Laughner, kytaristé Chris Cuda a Glen Hach, baskytarista Charlie Weiner a bubeník Tom Foolery. Klasickou sestavu, která vznikla později, tvořili Laughner, David Thomas, Darwin Layne, Cheetah Chrome a Johnny Blitz. Po rozpadu se členové rozešli do dvou skupin: The Dead Boys a Pere Ubu. V roce 2003 byla skupina obnovena a od té doby vydala několik alb.

## Diskografie
- The Day the Earth Met the Rocket from the Tombs (2002)
- Rocket Redux (2004)
- Barfly (2011)
- Black Record (2015)